# Calamaria buchi
Calamaria buchi е вид змия от семейство Смокообразни (Colubridae).

## Разпространение
Видът е разпространен във Виетнам.